# 1445
1445 (MCDXLV) a fost un an comun al calendarului iulian, care a început într-o zi de vineri.

## Nașteri
- 1 martie: Sandro Botticelli (n. Alessandro di Mariano Filipepi), pictor italian (d. 1510)

## Decese
- 19 februarie: Eleanor de Aragon, 43 ani, regină a Portugaliei (n. 1402)